# حارثة بن سراقة
حارثة بن سراقة (المتوفي سنة 2 هـ) صحابي من بني عدي بن النجار من الخزرج. أسلم حارثة، وآخى النبي محمد بينه والسائب بن عثمان بن مظعون، وشهد مع النبي محمد غزوة بدر، وفيها قُتل، وكان أول قتلى الأنصار في المعركة. قَتَلَهُ حبّان بن العرقة بسهم، وهو يشرب من الحوض، فأصاب حنجرة حارثة فقتله. فجاءت أمه الربيع بنت النضر النبي محمد، وقالت: «يا رسول الله، قد عرفت موضع حارثة مني، فإن كان في الجنة صبرت، وإلا رأيت ما أصنع». فقال: «يا أم حارثة إنها ليست بجنّة واحدة، ولكنها جنان كثيرة، وإن حارثة لفي أفضلها».